# Hassan Gouled Aptidon
Hassan Gouled Aptidon, född 15 oktober 1916 i Zeila, Somalia, död 21 november 2006, var president i Djibouti från 1977 till 1999, och hade dessförinnan varit representant för Franska Somaliland i Paris från 1952 till 1958. 

## Biografi
Hassan Gouled Aptidon föddes i byn Garissa i Lughaya-distriktet i norra Somaliland. Han var medlem av den politiskt mäktiga Mamassan-underklanen av Issa-klanen. Han spelade en viktig roll i Djiboutis kamp för oberoende från Frankrike. Enligt I.M. Lewis "med kraftfullt stöd från de franska väljarna" har Hassan Gouled kämpat mot Mahamoud Harbi Farah från partiet Union Republicain, som försökte ansluta territoriet till grannlandet Somalia. Vid tiden för valet den 23 november 1958 hade Mahamoud Harbis parti sönderfallit och med majoriteten av Afar-omröstningen vann hans fraktion valet. Mahamoud Harbi flydde därefter Djibouti och dog senare i en flygolycka.

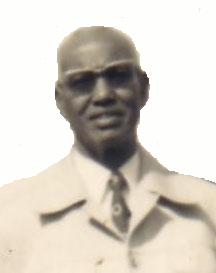
Hassan Gouled Aptidon.